# Tomasz Niedziński
Tomasz Niedziński (ur. 30 grudnia 1975) – polski prawnik i politolog, radca prawny, doktor habilitowany nauk społecznych, adiunkt na Wydziale Nauk Politycznych i Studiów Międzynarodowych Uniwersytetu Warszawskiego. Specjalista w zakresie prawa pracy i ochrony danych osobowych. 

## Kariera naukowa i zawodowa
W 1999 r. ukończył studia magisterskie na kierunku prawo na Wydziale Prawa i Administracji UW. W dniu 2 lipca 2007 r. uzyskał na macierzystym wydziale stopień doktora nauk prawnych na podstawie pracy Sytuacja prawna pracodawcy poddanego kontroli i nadzorowi Państwowej Inspekcji Pracy, której promotorem był Ludwik Florek. 29 maja 2019 r. uzyskał na Wydziale Nauk Politycznych i Studiów Międzynarodowych UW stopień doktora habilitowanego nauk społecznych w dyscyplinie nauk o polityce i administracji na podstawie dorobku naukowego oraz rozprawy Dyskryminacja w zatrudnieniu. 
Należał do kadry naukowo-dydaktycznej Instytutu Polityki Społecznej UW, a po reorganizacji wydziału z 2019 r. znalazł się w zespole Katedry Ustroju Pracy i Rynku Pracy. 
Posiada uprawnienia radcy prawnego. Jest członkiem Okręgowej Izby Radców Prawnych w Warszawie. Zajmował stanowisko jej rzecznika dyscyplinarnego, zaś w 2017 r. został wybrany do Rady Izby. Jest partnerem zarządzającym w kancelarii prawniczej "Tomasz Niedziński & Wspólnicy". 